# Седлецкий, Анатолий Мечиславович
Анатолий Мечиславович Седлецкий (28 ноября 1941 — 17 февраля 2022) — советский и российский математик, профессор кафедры математического анализа механико-математического факультета МГУ, доктор физико-математических наук. Лауреат премии им. М. В. Ломоносова (2008).

## Биография
Анатолий Мечиславович Седлецкий родился 28 ноября 1941 года в Алтайском крае. В 1963 году окончил механико-математический факультет МГУ. Работал по распределению в Московском энергетическом институте (МЭИ).
С 1964 по 1995 год занимал в МЭИ должности: ассистент, старший преподаватель, доцент, профессор зав. кафедрой высшей математики (1990—1995) МЭИ. Читал студентам лекции по линейной алгебре и аналитической геометрии. Учился в аспирантуре.
Одновременно в 1970-годах годах работал на кафедре высшей математики в Московском государственном университете по землеустройству.
В 1971 году защитил кандидатскую диссертацию. Получил учёную степень кандидата физико-математических наук; в 1981 году защитил диссертацию на соискание учёной степени доктора физико-математических наук. Тема кандидатской диссертации «О функциях, периодических в среднем», докторской — «Вопросы представления функций рядами экспонент».
С 1995 года А. М. Седлецкий работал на кафедре математического анализа механико-математического факультета МГУ, читает лекции на отделении геофизики геологического факультета, на механико-математическом факультете.
Скончался 17 февраля 2022 года.

## Награды и звания
Премия им. М. В. Ломоносова — за педагогическую деятельность (2008).

## Научная деятельность
Область научных интересов: распределение нулей преобразований Фурье, обобщённые классы Дирихле в полуплоскости, преобразования Лапласа, негармонический анализ, мультипликаторы в пространствах Бергмана, аппроксимация типа Мюнца-Саса, аппроксимация сдвигами функции на прямой и др.
А. М. Седлецкий — автор около 130 научных работ, включая 4 монографии по комплексному анализу, теории аппроксимаций и классов функций Харди и Бергмана. Под его руководством было подготовлено и защищено 9 кандидатских диссертаций.

### Труды

#### Книги
- Седлецкий А. М. Классы аналитических преобразований Фурье и экспоненциальные аппроксимации. М.: Физматлит, 2005.
- Moiseev E. I., Prudnikov A. P., Sedletskii A. M. Basic Property and Completeness of Certain Systems of Elementary Functions. Cambridge Scientific Publishers, 2007.

#### Избранные статьи
- Обобщённые классы Дирихле в полуплоскости и их применение к аппроксимации. // Матем. сб., 206:1 (2015), с. 147—174.
- Аппроксимация типа Мюнца-Саса в весовых пространствах. // Матем. сб., 204:7 (2013), с. 97-126.
- Быстрое убывание целых функций по вещественной оси и единственность пары Фурье. // Матем. заметки, 92:2 (2012), с. 302—312.
- Распределение корней функций Миттаг-Леффлера. // СМФН, 40 (2011), с. 3-171.
- Базисы из экспонент в весовых пространствах, порождённые нулями функций типа синуса. // Матем. заметки, 89:6 (2011), с. 894—913.
- Аппроксимация типа Мюнца-Саса в весовых пространствах Lp и нули функций классов Бергмана в полуплоскости. // Изв. вузов. Матем., 2008, № 5, с. 92-100.
- Классы целых функций, быстро убывающих на вещественной оси: теория и применения. // Матем. сб., 199:1 (2008), с. 133—160.
- Об устойчивости равномерной минимальности системы экспонент. // СМФН, 25 (2007), с. 165—177.